# Spisek komandorów

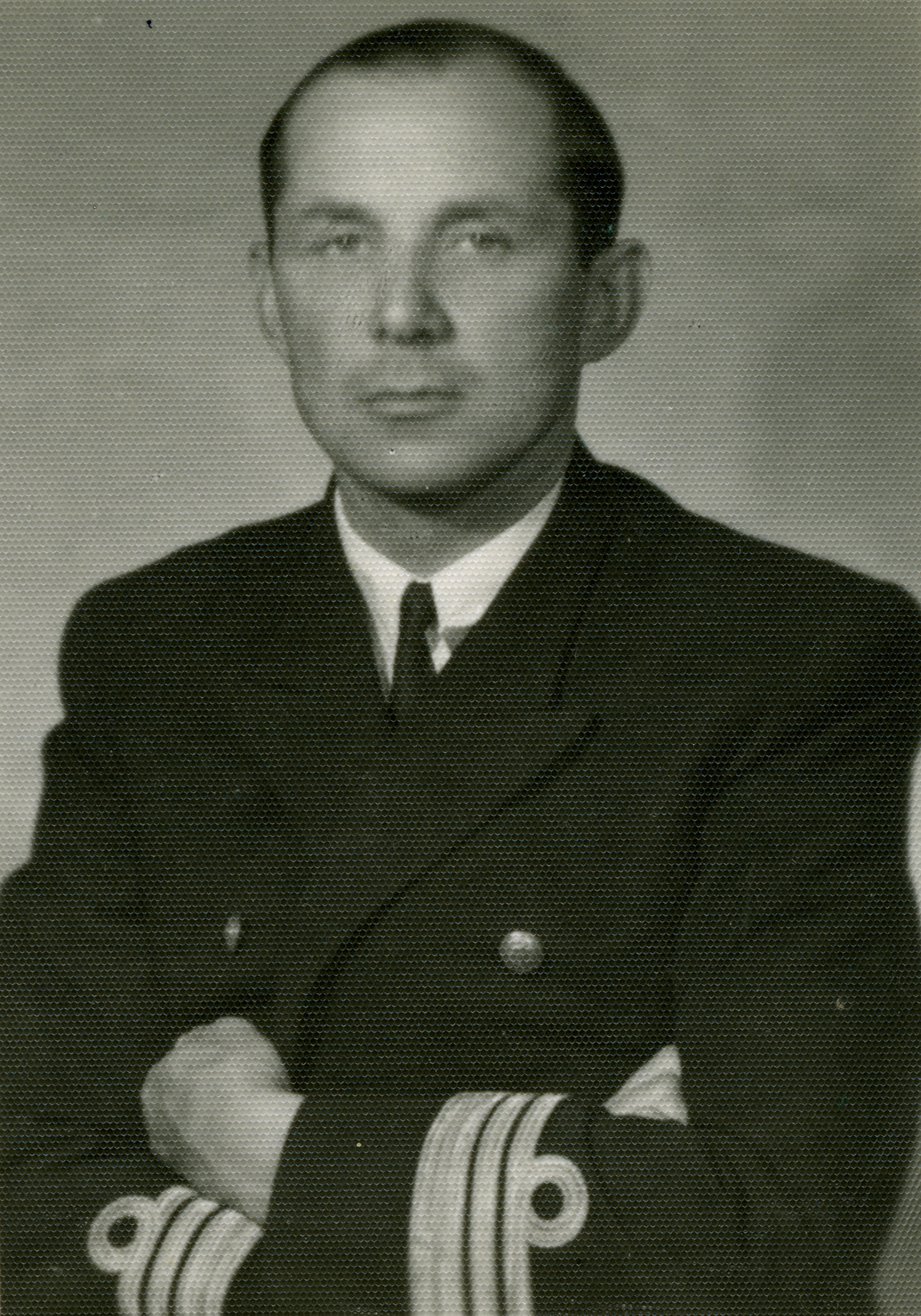
Komandor porucznik Zbigniew Przybyszewski

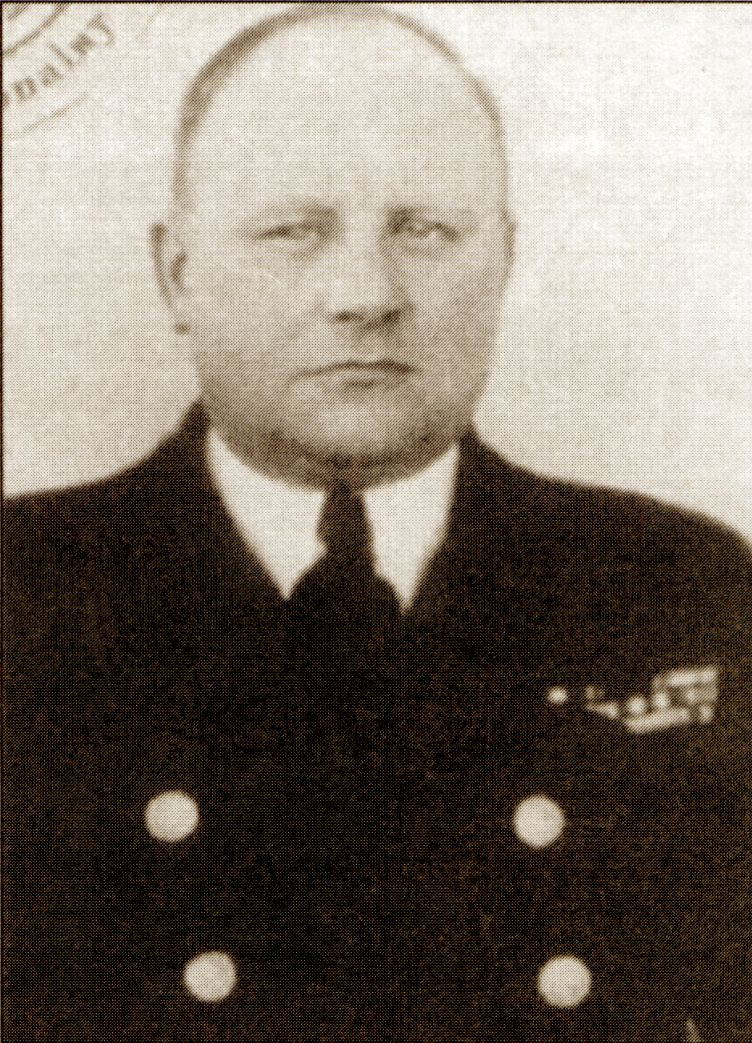
Komandor Stanisław Mieszkowski

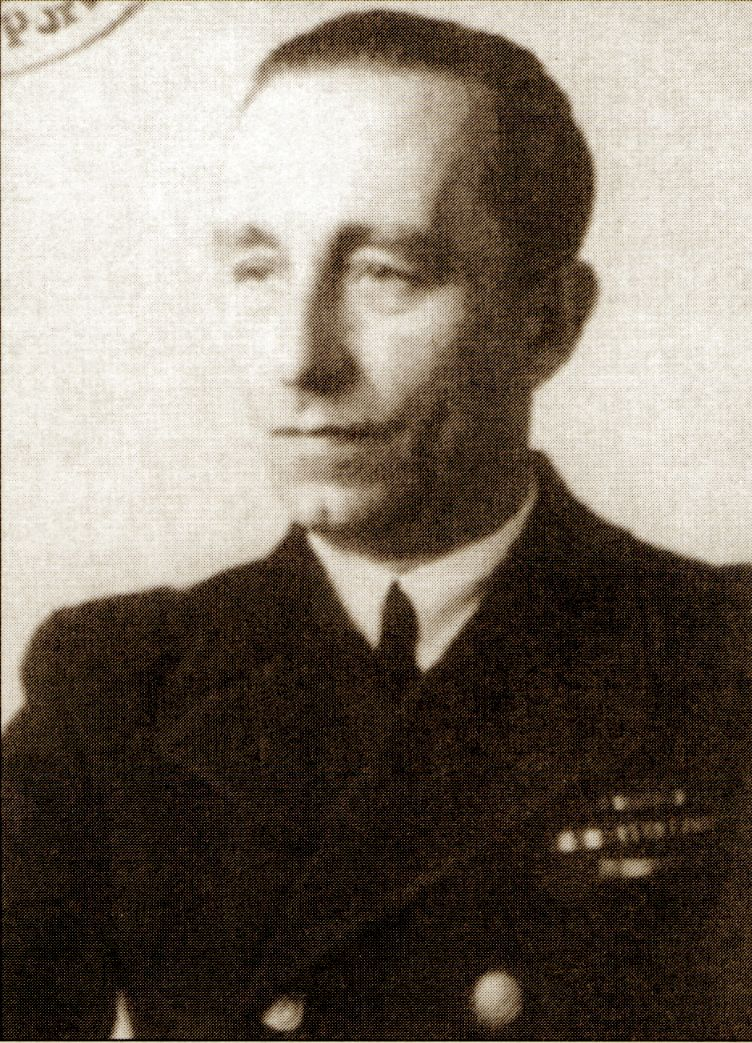
Komandor Jerzy Staniewicz

Spisek komandorów – postępowanie karne prowadzone w latach 1950–1952 wobec siedmiu oficerów Marynarki Wojennej (MW) przez Główny Zarząd Informacji (GZI), na podstawie sfałszowanych dowodów. Zakończyło się wydaniem wyroków skazujących na kary śmierci i dożywotniego pozbawienia wolności wydanymi przez Najwyższy Sąd Wojskowy (NSW). W 1956 wszyscy skazani zostali zrehabilitowani. Sprawa zwana jest także „procesem komandorów” i „grupą 7 komandorów”.
W okresie od września 1950 do grudnia 1951 zatrzymano „grupę 7 komandorów”:
- kmdr por. Zbigniew Przybyszewski (aresztowany 18 września 1950) – zastępca szefa Wydziału MW Sztabu Generalnego WP
- kmdr Stanisław Mieszkowski (aresztowany 20 października 1950) – dowódca Floty
- kmdr por. Robert Kasperski (aresztowany 5 lutego 1951) – szef Sztabu Floty
- kmdr por. Wacław Krzywiec (aresztowany 7 maja 1951) – szef Tyłów Ochrony Wodnego Rejonu Głównej Bazy MW
- kmdr Jerzy Staniewicz (aresztowany 10 grudnia[1]  1951) – szef Wydziału MW Sztabu Generalnego WP
- kmdr por. pil. Kazimierz Kraszewski (aresztowany 10 grudnia[1] 1951) – kierownik Sekcji Organizacji i Planowania Wydziału MW Sztabu Generalnego
- kmdr Marian Wojcieszek (aresztowany 10 grudnia[1] 1951) – szef Sztabu Głównego MW.
- ósmym (aresztowanym 10 grudnia 1951) był  kmdr por. Adam Rychel, nie został osądzony z powodu rozstroju nerwowego, którego nabawił się w celi więziennej, zwolniony z więzienia w 1953, zmarł kilka lat później[1]

Wszyscy powyżsi oficerowie służyli w Marynarce Wojennej (MW) przed II wojną światową w stopniach kapitanów i poruczników marynarki. Brali udział w kampanii wrześniowej w 1939 w obronie Helu, a następnie do wyzwolenia przebywali w niemieckich oflagach. Po powrocie na Wybrzeże w 1945 zostali przyjęci do służby czynnej w formującej się MW i szybko awansowali. W momencie aresztowania zajmowali najwyższe stanowiska w morskim rodzaju Sił Zbrojnych. GZI postawił im bezpodstawne zarzuty działalności szpiegowskiej i dywersyjnej. Podczas długotrwałego śledztwa w Warszawie oskarżeni byli wielokrotnie torturowani i w wyniku załamania psychicznego część z nich przyznała się do winy, jednak podczas „procesu komandorów” wszyscy wycofali zeznania jako wymuszone.
Wyrokiem NSW w Warszawie pod przewodnictwem płka Piotra Parzenieckiego z dnia 21 lipca 1952, „za zorganizowanie spisku w wojsku”
na karę śmierci skazani zostali: kmdr por. Robert Kasperski, kmdr Stanisław Mieszkowski, kmdr por. Zbigniew Przybyszewski, kmdr Jerzy Staniewicz i kmdr Marian Wojcieszek, natomiast na kary dożywotniego pozbawienia wolności skazani zostali: kmdr por. Wacław Krzywiec i kmdr por. Kazimierz Kraszewski. 19 listopada 1952 prezydent Bolesław Bierut zastosował prawo łaski wobec kmdra por. Roberta Kasperskiego i kmdra Mariana Wojcieszka, odmawiając go jednocześnie kmdrowi Stanisławowi Mieszkowskiemu i kmdrowi Jerzemu Staniewiczowi. Kmdr por. Zbigniew Przybyszewski nie wniósł prośby o ułaskawienie. W końcu 1952 w więzieniu na Mokotowie w Warszawie rozstrzelani zostali: kmdr Stanisław Mieszkowski (16 grudnia), kmdr por. Zbigniew Przybyszewski (16 grudnia) i kmdr Jerzy Staniewicz (12 grudnia), a pozostali skazani rozpoczęli odbywanie kary w więzieniu we Wronkach.
17 maja 1956 żona kmdr por. Zbigniewa Przybyszewskiego dostała od prokuratora generalnego Mariana Rybickiego list o następującej treści: „Zawiadamiam Obywatelkę, że postępowaniem NSW z dnia 24 kwietnia 1956 postępowanie karne w sprawie męża Obywatelki Zbigniewa Przybyszewskiego, syna Józefa, zostało wznowione. NSW po ponownym rozpatrzeniu sprawy  stwierdził niewinność męża Obywatelki i uchylił wyrok NSW z dnia 21 lipca 1952, skazujący go na karę śmierci. Oznacza to całkowitą rehabilitację męża Obywatelki”. Pisma o podobnej do powyższej treści otrzymały rodziny wszystkich skazanych na karę śmierci, a przebywający w więzieniu zostali oswobodzeni, przy czym kmdr por. Wacław Krzywiec zmarł na początku 1956 podczas przebywania na warunkowym zwolnieniu zdrowotnym z odbywania kary.
Mimo wniosków raportu komisji dla zbadania odpowiedzialności byłych pracowników Głównego Zarządu Informacji, Naczelnej Prokuratury Wojskowej i Najwyższego Sądu Wojskowego, oficerowie GZI i NSW którzy brali udział w „procesie komandorów” nie zostali w żaden sposób ukarani. Jedynym "ukaranym" został stalinowski prokurator Stanisław Zarakowski zdegradowany w 1991 r. przez prezydenta Lecha Wałęsę.
Miejsca pochówku kmdra Stanisława Mieszkowskiego, kmdra por. Zbigniewa Przybyszewskiego i kmdra Jerzego Staniewicza przez kilkadziesiąt lat nie były znane, ich symboliczne groby umieszczono na tzw. Kwaterze na Łączce, gdzie w 2012 roku rozpoczęto ekshumację zakopanych tam bezimiennych ofiar.
28 lutego 2014 roku kierujący od kilku lat sprawą ekshumacji Żołnierzy Wyklętych prof. Krzysztof Szwagrzyk oficjalnie powiadomił o udanej identyfikacji szczątków komandorów Stanisława Mieszkowskiego i Zbigniewa Przybyszewskiego.
16 grudnia 2017 roku po mszy w kościele garnizonowym na Oksywiu szczątki trzech zastrzelonych komandorów – Zbigniewa Przybyszewskiego, Stanisława Mieszkowskiego i Jerzego Staniewicza przewieziono na lawetach na Cmentarz Marynarski na Oksywiu i tam z asystą wojskową, w obecności prezydenta RP pochowano uroczyście w specjalnie zaprojektowanej Kwaterze Pamięci.